# Badminton-Europapokal 2002
Die 25. Auflage des Badminton-Europapokals fand 2002 in Berlin statt. Der gastgebende Verein BC Eintracht Südring Berlin scheiterte wie im Vorjahr in der Gruppenphase. Entscheidend war die Niederlage gegen den späteren Turniersieger aus Russland Lok Record Moskau, der im Finale den schwedischen Verein Fyrisfjädern Uppsala knapp mit 4:3 besiegte. Der dänische Titelverteidiger Kastrup-Magleby BK unterlag im Halbfinale dem späteren Sieger. Der zweite deutsche Vertreter TuS Wiebelskirchen scheiterte ebenfalls in der Gruppenphase.

## Die Ergebnisse
| Gruppe A                                          |     |                             |
| BC Amersfoort                                     | 5–2 | BK-1973 Deltacar Benatky    |
| BC Amersfoort                                     | 5–2 | Tartu University SC         |
| BC Amersfoort                                     | 6–1 | BK Ježica                   |
| BK-1973 Deltacar Benatky                          | 4–3 | Tartu University SC         |
| BK-1973 Deltacar Benatky                          | 4–3 | BK Ježica                   |
| Tartu University SC                               | 4–3 | BK Ježica                   |
| Gruppe B                                          |     |                             |
| Lok Rekord Moskau                                 | 4–3 | BC Eintracht Südring Berlin |
| Lok Rekord Moskau                                 | 7–0 | TB Reykjavík                |
| Lok Rekord Moskau                                 | 7–0 | Sandefjord BK               |
| Eintracht Südring Berlin                          | 7–0 | TBC Reykjavík               |
| Eintracht Südring Berlin                          | 7–0 | Sandefjord BK               |
| TBC Reykjavík                                     | 5–2 | Sandefjord BK               |
| Gruppe C                                          |     |                             |
| SKB Litpol-Malow Suwałki                          | 7–0 | ASD Badminton Acqui Termo   |
| SKB Litpol-Malow Suwałki                          | 7–0 | Graphity Dropshot           |
| SKB Litpol-Malow Suwałki                          | 7–0 | BC Dudelange                |
| ASD Badminton Acqui Termo                         | 5–2 | Graphity Dropshot           |
| ASD Badminton Acqui Termo                         | 6–1 | BC Dudelange                |
| Graphity Dropshot                                 | 5–2 | BC Dudelange                |
| Gruppe D                                          |     |                             |
| BC La Chaux-de-Fonds                              | 4–3 | SC Meteor Dnjepropetrowsk   |
| BC La Chaux-de-Fonds                              | 6–1 | WBH Wien                    |
| BC La Chaux-de-Fonds                              | 6–1 | CB Alicante                 |
| SC Meteor Dnjepropetrowsk                         | 4–3 | WAT Badminton Hernals Wien  |
| SC Meteor Dnjepropetrowsk                         | 5–2 | CB Alicante                 |
| WAT Badminton Hernals Wien                        | 5–2 | CB Alicante                 |
| Gruppe E                                          |     |                             |
| Kastrup-Magleby BK                                | 6–1 | Helsinki Tapion Sulka       |
| Kastrup-Magleby BK                                | 6–1 | Aix Université Club         |
| Kastrup-Magleby BK                                | 6–1 | Uniao Desportiva da Santana |
| Kastrup-Magleby BK                                | 7–0 | CS Știința Bacău            |
| Helsinki Tapion Sulka                             | 4–3 | Aix Université Club         |
| Helsinki Tapion Sulka                             | 5–2 | Uniao Desportiva da Santana |
| Helsinki Tapion Sulka                             | 7–0 | CS Știința Bacău            |
| Aix Université Club                               | 4–3 | Uniao Desportiva da Santana |
| Aix Université Club                               | 5–2 | CS Știința Bacău            |
| Uniao Desportiva da Santana                       | 4–3 | CS Știința Bacău            |
| Gruppe F                                          |     |                             |
| Fyrisfjädern Uppsala                              | 7–0 | TuS Wiebelskirchen          |
| Fyrisfjädern Uppsala                              | 7–0 | Tollaslabda Club Debrecen   |
| Fyrisfjädern Uppsala                              | 7–0 | Western BC                  |
| Fyrisfjädern Uppsala                              | 7–0 | Baku BC                     |
| TuS Wiebelskirchen                                | 6–1 | Tollaslabda Club Debrecen   |
| TuS Wiebelskirchen                                | 7–0 | Baku BC                     |
| TuS Wiebelskirchen                                | 7–0 | Western BC                  |
| Tollaslabda Club Debrecen                         | 6–1 | Western BC                  |
| Tollaslabda Club Debrecen                         | 7–0 | Baku BC                     |
| Western BC                                        | 5–2 | Baku BC                     |
| Viertelfinale                                     |     |                             |
| Lok Rekord Moskau                                 | 4–1 | BC La Chaux-de-Fonds        |
| SKB Litpol-Malow Suwałki                          | 4–2 | BC Amersfoort               |
| Freilos: Kastrup-Magleby BK, Fyrisfjädern Uppsala |     |                             |
| Halbfinale                                        |     |                             |
| Lok Rekord Moskau                                 | 4–2 | Kastrup-Magleby BK          |
| Fyrisfjädern Uppsala                              | 4–0 | SKB Litpol-Malow Suwałki    |
| Finale                                            |     |                             |
| Lok Rekord Moskau                                 | 4–3 | Fyrisfjädern Uppsala        |